# Ficus obliqua
Espèce
Classification phylogénétique
Ficus obliqua est une espèce d'arbre de la famille des Moraceae répandu à travers une grande partie de l'Asie du Sud-Est (Indonésie) et l'Océanie (Australie, Nouvelle-Guinée).
L'arbre est aussi appelé banian blanc en Nouvelle-Calédonie.
Il peut ne pas posséder des racines aériennes.
Ses feuilles sont vertes et petites.
Ses fruits sont ronds, lisses, jaunes à orange.

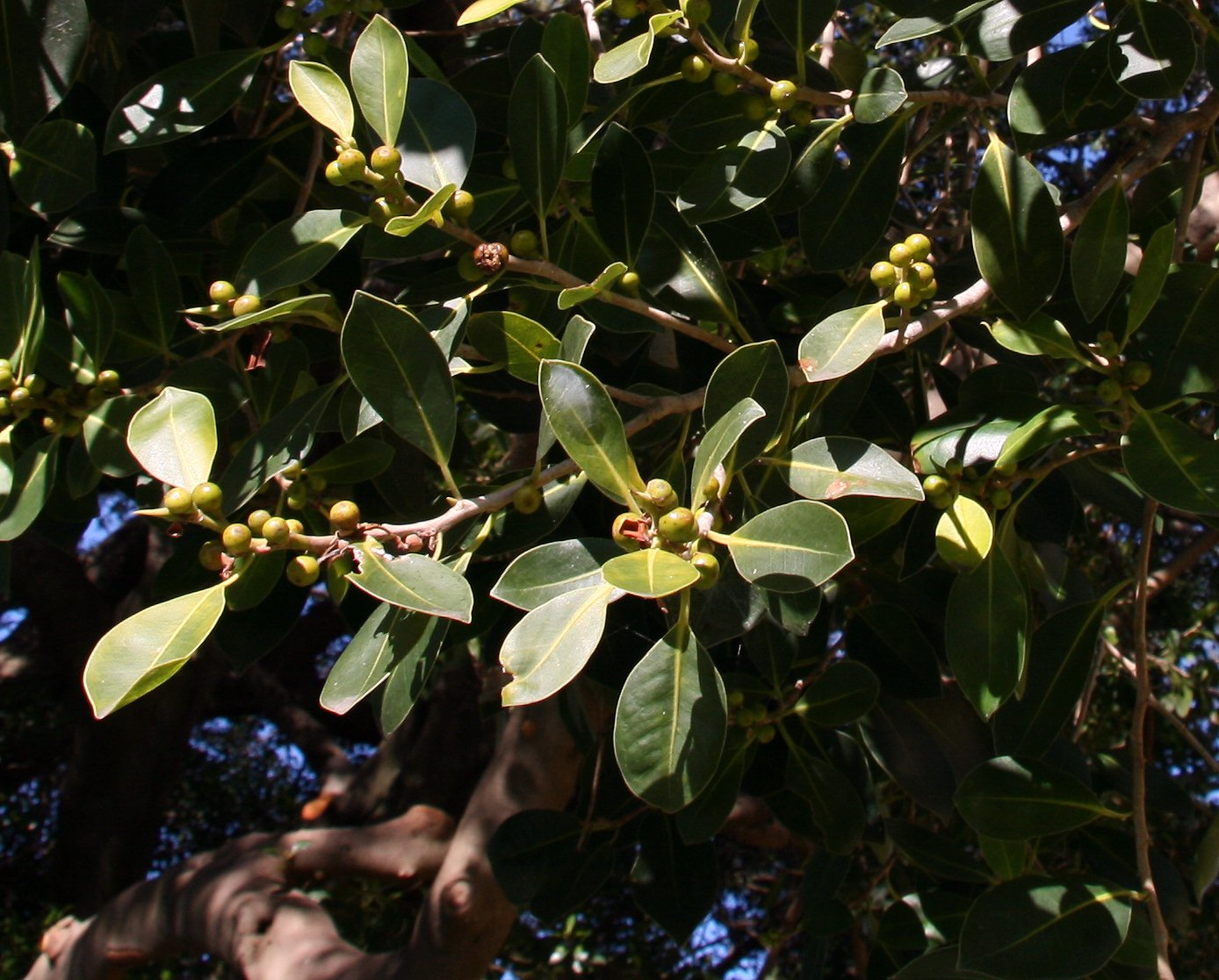